# Ngorongoro

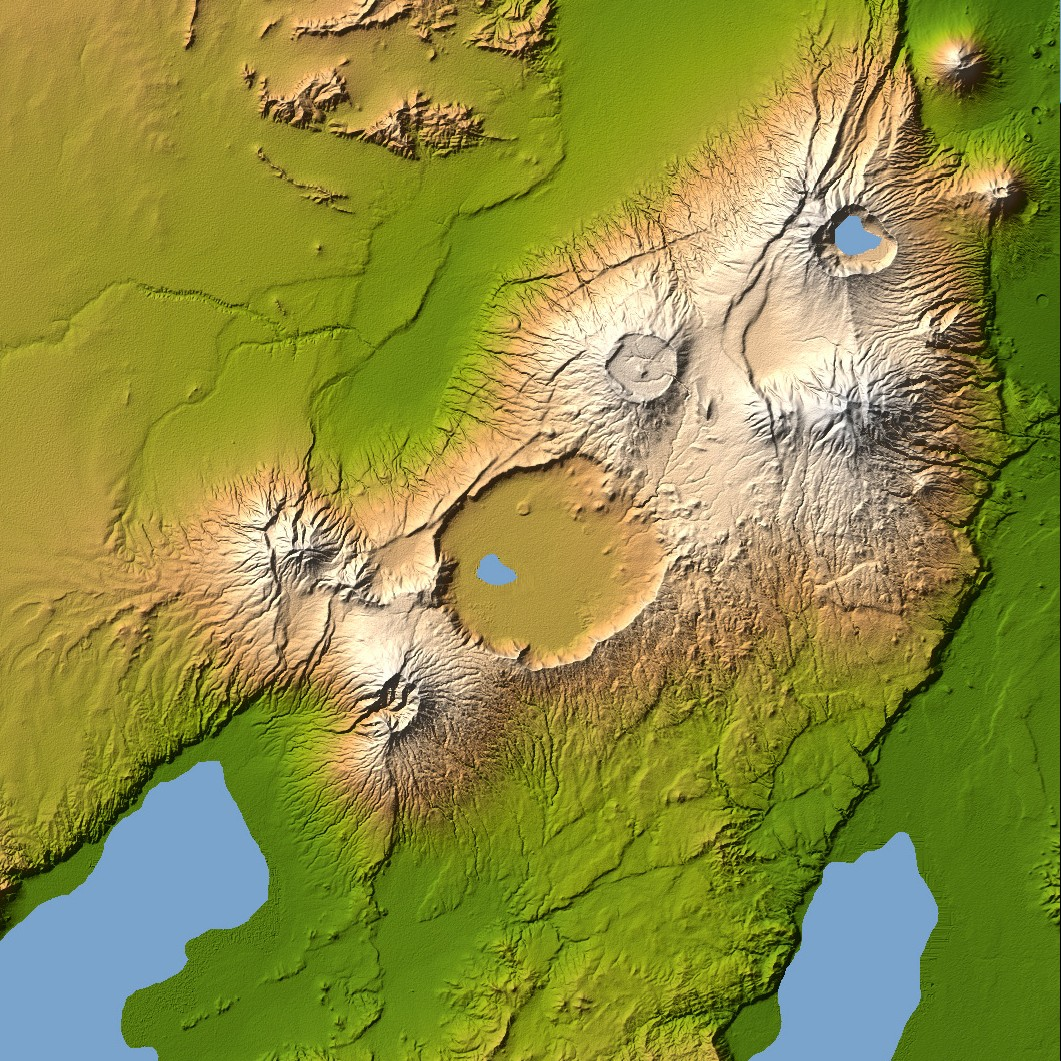
Topografie der Region, Ngorongoro in der Bildmitte

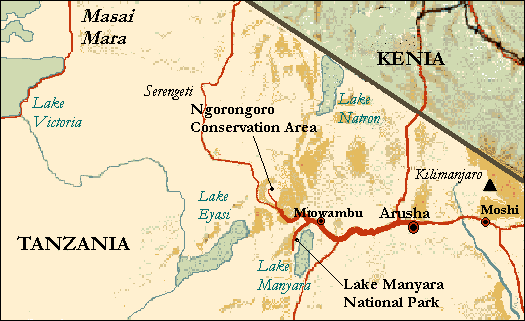
Ngorongoro im Norden Tansanias

Ngorongoro ist ein Einbruchkrater im ostafrikanischen Tansania am Rande der Serengeti. Er entstand, als an dieser Stelle ein Vulkanberg in sich zusammenbrach. Der Kraterboden liegt auf etwa 1700 m, und die Seitenwände sind zwischen 400 und 600 Meter hoch, so dass die Kraterkante auf etwa 2300 m liegt. Der Durchmesser des Kraters beträgt zwischen 17 und 21 Kilometer. Insgesamt hat der Krater eine Fläche von 26.400 Hektar.

## Geschichte

### Entstehung
Die Entstehung des Ngorongoro-Kraters ist eng verbunden mit der Herausbildung des Ostafrikanischen Grabenbruchs. Dieser begann sich vor etwa 18 Millionen Jahren im Unteren Miozän zu öffnen, wodurch große Flächen im Bereich des heutigen Grabenbruchs absackten. Im Zuge der Grabenbruchöffnung kam es zu zahlreichen vulkanischen Aktivitäten, die wiederum zur Aufwölbung der Flanken führten. Dadurch formierte sich auch das heutige vulkanische Hochland des Ngorongoro (Ngorongoro Volcanic Highland), auf dem einst zahlreiche Vulkane bestanden. Erste Vulkanaktivitäten in der Region fanden im beginnenden Oberen Miozän vor etwa 8 Millionen Jahren statt. Das Hochland erreichte im Übergang vom Pliozän zum Pleistozän vor rund 2,5 Millionen Jahren seine heutige Höhenlage von rund 2000 Meter über dem Meeresspiegel. Der damalige Ngorongoro-Vulkan zeichnete sich in dieser Zeit auch durch seine größte Aktivität aus. Es wird angenommen, dass er einem Stratovulkan vergleichbar dem rund 200 Kilometer entfernten Kilimandscharo entsprach. Seine Hänge überragten den heutigen Kraterrand vermutlich um rund 3000 Meter, womit er in seinen Ausmaßen dem Kilimandscharo nahekam. Die jüngsten Aktivitäten im Bereich der heutigen Caldera erfolgten vor rund 2 Millionen Jahren.

### Besiedlung
Der Ngorongoro und das umliegende Savannenhochland wurden spätestens seit dem 18. Jahrhundert von Massai-Hirtennomaden besiedelt und für nomadisierende Viehweidewirtschaft genutzt. Der Krater selbst hatte für die Massai große spirituelle Bedeutung, unter anderem wurde der Lerai Forest auf dem Kraterboden als Grabstätte genutzt. Als der österreichische Forschungsreisende Oskar Baumann 1892 den Krater besuchte, war dieser von Massai besiedelt; ebenso, als der Farmer Adolf Siedentopf 1904 beim deutschen Kolonialgouvernement Land im Krater beantragte, um in Ngorongoro Viehzucht und Landwirtschaft zu betreiben. Siedentopfs Antrag wurde stattgegeben, einige Jahre später ließ sich auch sein Bruder Friedrich Wilhelm als Siedler im Krater nieder. Die Massai in Ngorongoro wurden 1907 unter Aberkennung ihrer Landrechte gewaltsam in ein Reservat südlich des Kilimandscharo umgesiedelt; nur einigen Wenigen war es erlaubt, im Krater zu verbleiben, um den Siedentopfs bei der Viehzucht zu assistieren. Zwischen 1912 und 1914 entwickelte die deutsche Kolonialverwaltung ernsthafte Pläne, den Krater zum Naturschutzpark zu erklären. Allerdings gelang es nicht, Siedentopf zur Aufgabe seines Pachtvertrags zu bewegen. Kurz vor Ausbruch des Ersten Weltkriegs sollte auch das restliche Land im Krater an burische Siedler vergeben werden. Allein der Ausbruch des Ersten Weltkriegs verhinderte diese Maßnahme. Während des Weltkriegs verließen die Siedentopfs den Krater.

### Nationalpark
Seit 1951 ist der Krater Teil des Nationalparks Serengeti. 1959 wurde außerhalb des Kraters ein besonderes Schutzgebiet (Ngorongoro Conservation Area) eingerichtet, in dem den Massai Ansiedlung und Weidewirtschaft erlaubt ist. 1975 wurde Landwirtschaft im Krater endgültig verboten. 1979 wurde er auf die UNESCO-Liste des Weltnaturerbe aufgenommen und 1981 als Biosphärenreservat ausgezeichnet. Zusätzlich wurde der Krater 2010 zum Weltkulturerbe erhoben.
Das Ngorongoro Schutzgebiet zählt zu den beliebtesten Attraktionen Tansanias und wurde im Zeitraum 2022/2023 von 752.232 Touristen besucht.
In einem Bericht an das Welterbekomitee schreibt die Parkverwaltung 2006, dass die Zahl der Fahrzeuge von Touristen im Krater ein zunehmendes Problem darstelle. In den äußeren Bereichen besteht ein erheblicher Siedlungsdruck. Regelmäßig mussten in der Vergangenheit illegale Felder beseitigt werden. Zuletzt wurden 60.000 Hirten mit 350.000 Stück Vieh im Schutzgebiet gezählt. Das ist deutlich mehr, als das Land ohne den verbotenen Getreideanbau ernähren kann. Durch den staatlichen Ankauf von Land außerhalb des Parks soll jetzt die Situation entspannt werden.

## Klima und Vegetation

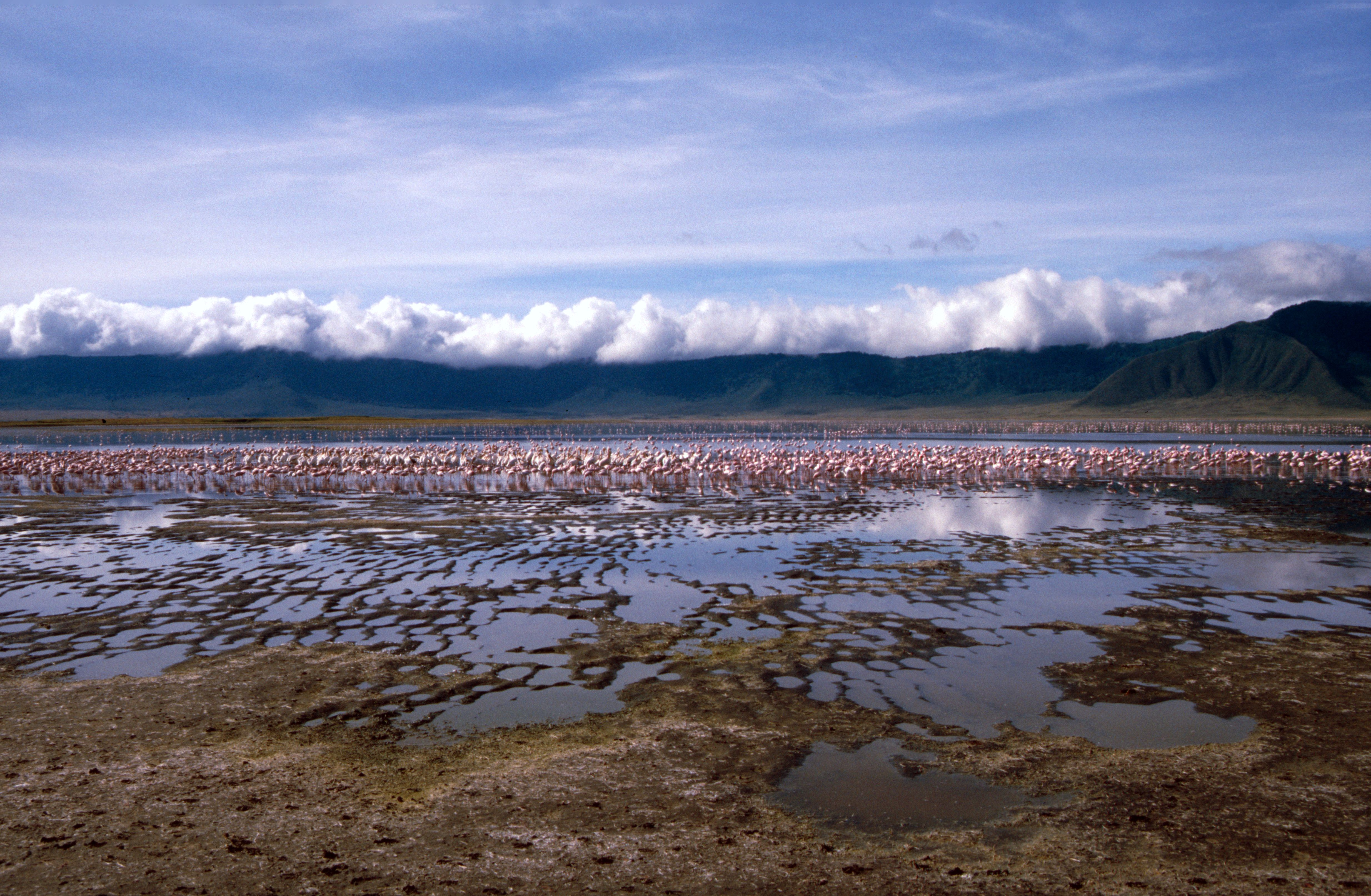
Wasserstelle am Kraterboden mit Flamingos und Pelikanen

Durch die unterschiedlichen Höhenlagen und die Dynamik der Luftmassen variiert das Klima vor Ort stark. Die Höhenlagen sind meist feucht und diesig. Das Flachland unterliegt starken Temperaturschwankungen. Die Regenmenge fällt in den Monaten November bis April und schwankt ebenfalls sehr stark abhängig vom Standort.
Die Kraterränder sind bewachsen mit Busch- und Heideland, Langgrassavanne und Resten von immergrünen Bergwäldern. Der Kraterboden ist bedeckt von Kurzgrassavanne, Wasserstellen und Akazienwäldern.

## Tierwelt

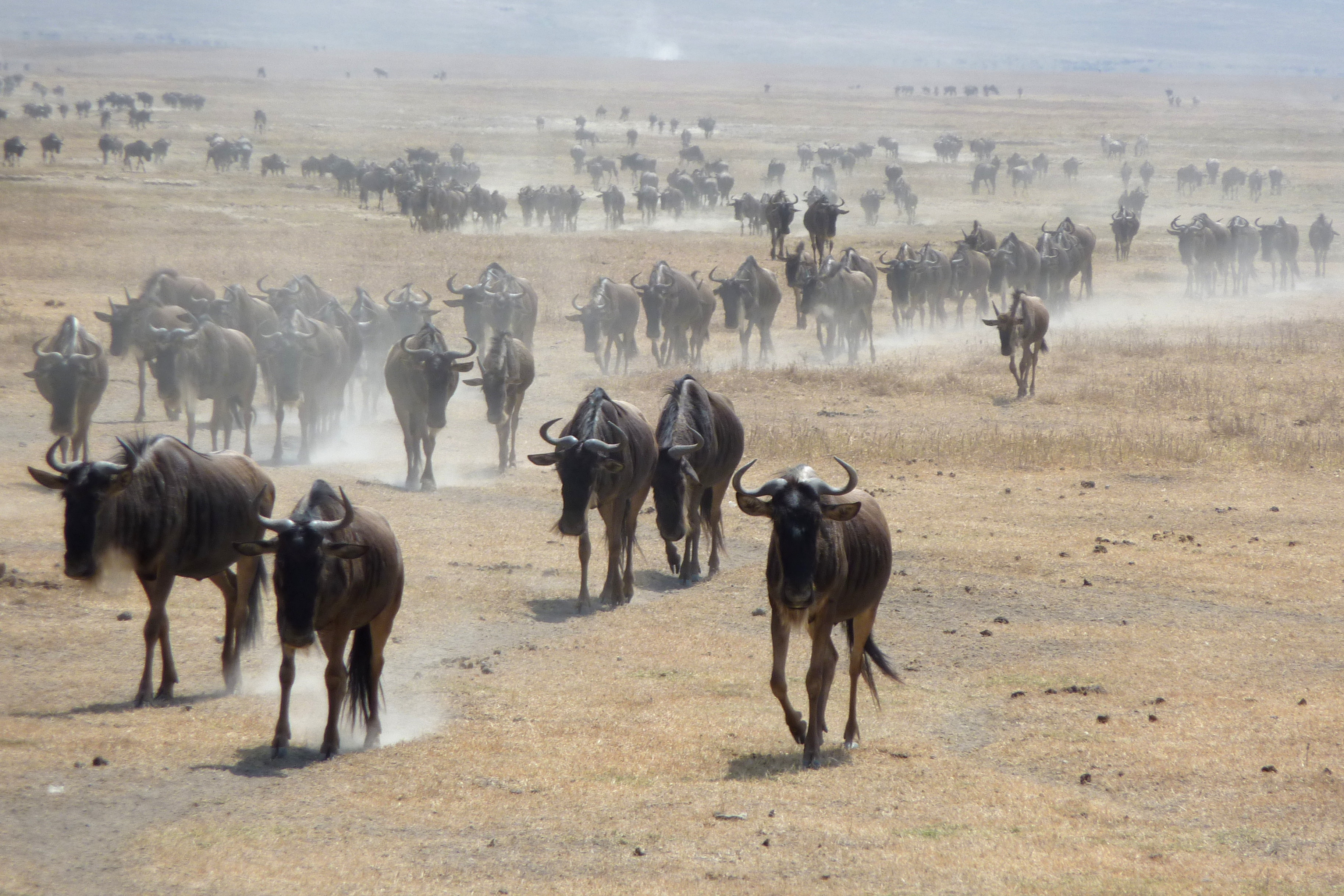
Gnus im Krater

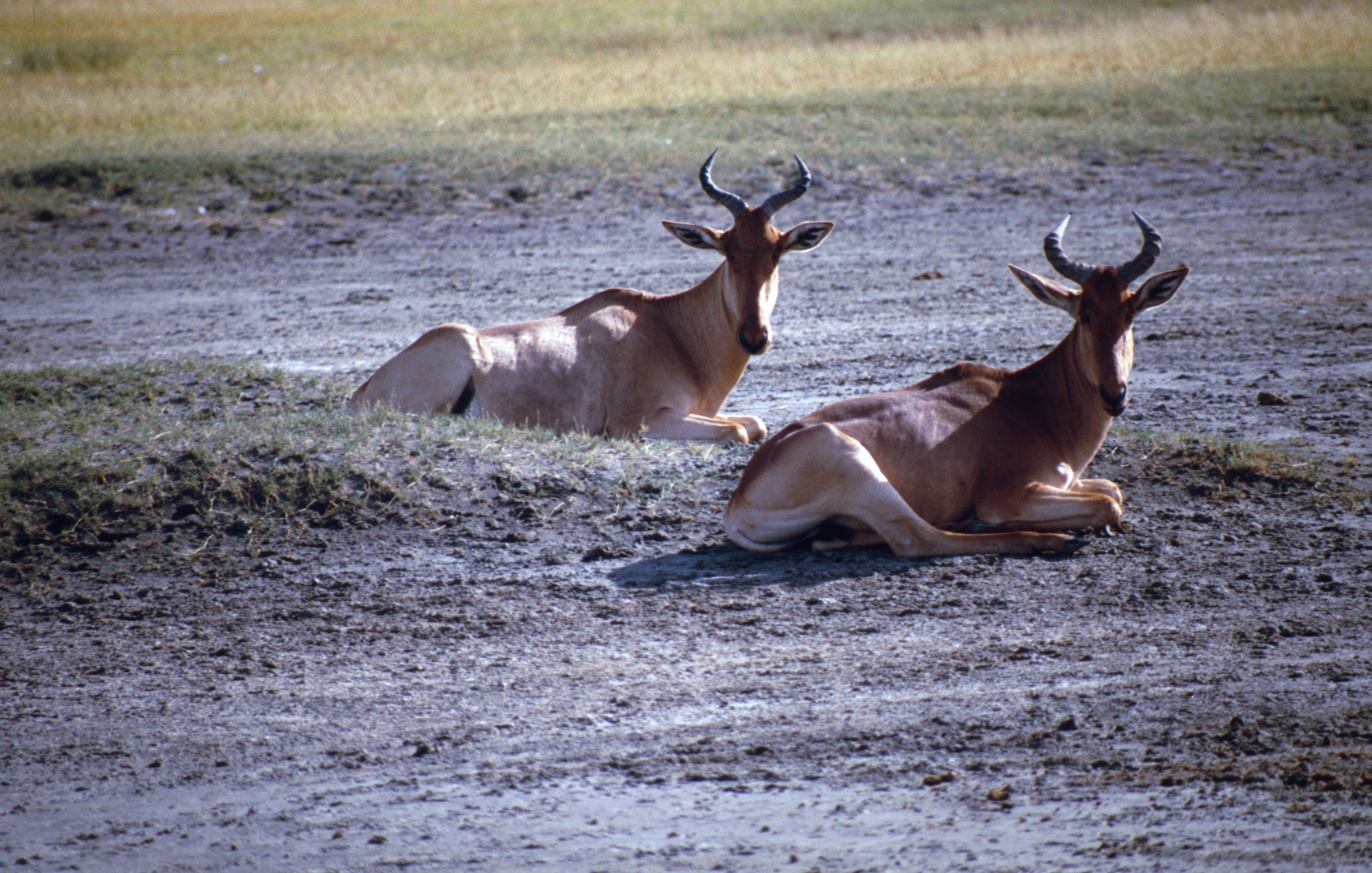
Kuhantilopen am Kraterboden

Etwa 25.000 Großsäuger bevölkern den Krater, darunter die höchste Raubtierdichte Afrikas. Besonders groß ist die Zahl an Zebras, Büffeln, Gnus, Elenantilopen sowie Grant- und Thomson-Gazellen. Sie werden gejagt von Löwen, Fleckenhyänen und Leoparden. Daneben gibt es im Krater unter anderem Elefanten und, ungewöhnlich in dieser Gegend, Flusspferde.  

### Erholung der Spitzmaulnashorn-Population
Laut der tansanischen Nationalparkbehörde (TANAPA) und der Zoologischen Gesellschaft Frankfurt überlebte die größte Population der Spitzmaulnashörner in Tansania im Ngorongoro Schutzgebiet. Infolge intensiver Wilderei in den 1980er-Jahren sank ihr Bestand von etwa 108 Individuen in den Jahren 1964–1966 auf 13 im Jahr 1993. Durch verstärkte Überwachungs- und Schutzmaßnahmen der Zoologischen Gesellschaft Frankfurt, der International Rhino Foundation und des WWF stieg die Population bis 2018 auf 55 Tiere an.
| Mit seinen 8200 km² umfasst es große Teile des Kraterhochlands, darunter die Berge Makerut und Oldeani mit 3130 und 3188 m Höhe. Im Westen nahe der Serengeti beträgt der Jahresniederschlag 700 mm, im Hochland dagegen bis zu 1400 mm. Im Ngorongoro-Krater selbst halten sich selten mehr als wenige Dutzend Elefanten auf, aber an den äußeren Hängen des Kraters und im Hochland leben insbesondere im Bergwald weitere Elefantenpopulationen ungewisser Größe. 1981 gab es noch 8288 Elefanten im Schutzgebiet, 1987 war ihre Zahl auf 250 gesunken. Die Anzahl der ausländischen Besucher des Naturschutzgebietes steigt nach einem Rückgang zwischen 2014 und 2016 wieder an (Stand 2019): | Die zur Anzeige dieser Grafik verwendete Erweiterung wurde dauerhaft deaktiviert. Wir arbeiten aktuell daran, diese und weitere betroffene Grafiken auf ein neues Format umzustellen. (Mehr dazu) |

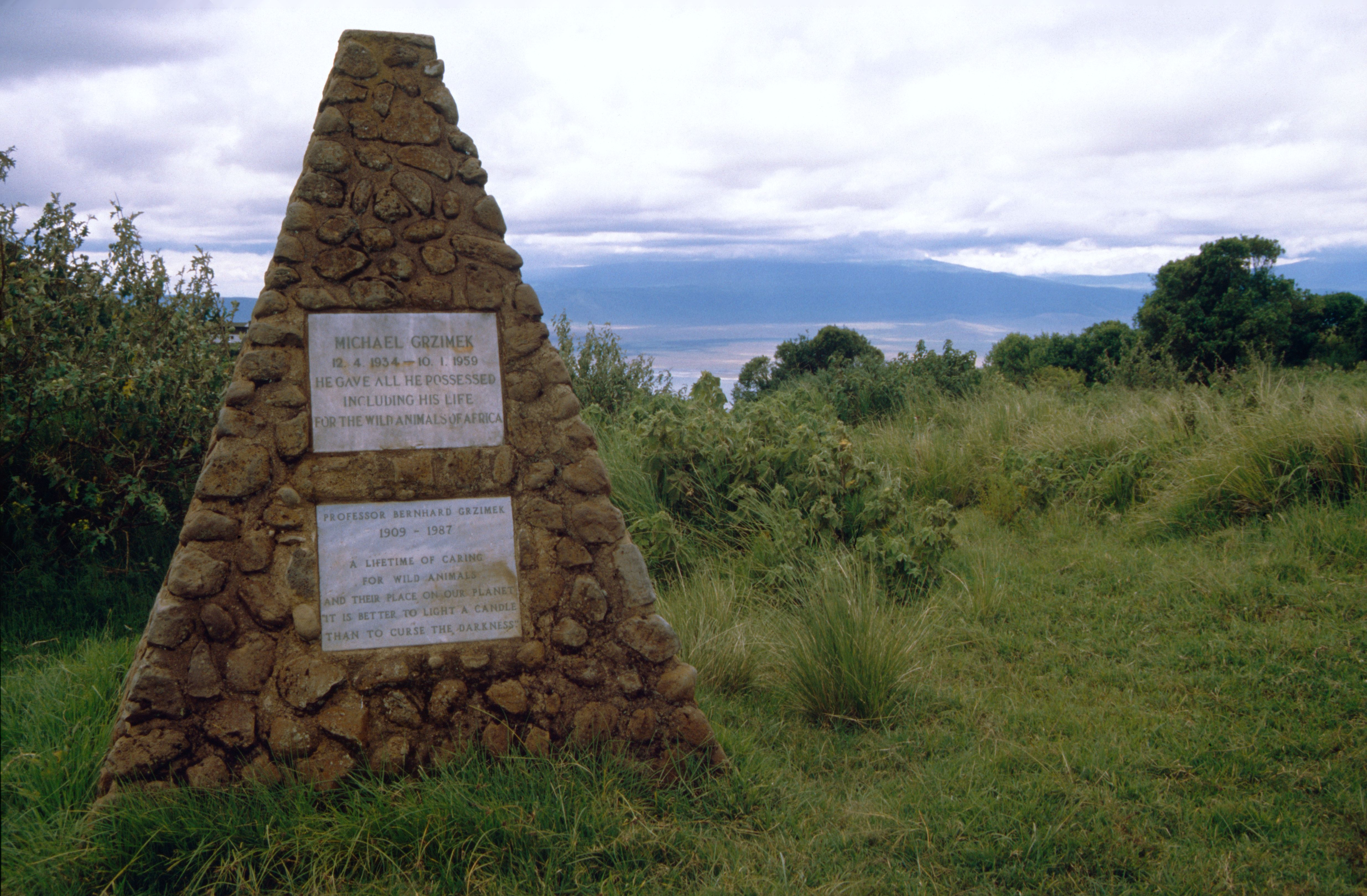
Grab von Michael und Bernhard Grzimek

Am Rand des Kraters wurden Michael Grzimek († 1959) und sein Vater Bernhard Grzimek († 1987) bestattet. Bernhard Grzimek hatte Anfang der 1960er Jahre mit Geldern der Zoologischen Gesellschaft Frankfurt das Serengeti Research Institute initiiert, das die Zugwege und das Verhalten der Wildtiere erforschen und so zu ihrem langfristigen Schutz beitragen sollte. 